# Franz Ehrle
Franz Ehrle (Alemania,17 de octubre de 1845 - 31 de marzo de 1934) fue un cardenal de la Iglesia católica.

## Vida
Franz Ehrle estudió en el colegio de Feldkirch (Austria) antes de entrar en la Compañía de Jesús. Después, cursó humanidades y retórica (1863-1865) en Friedrichsburg, cerca de Münster, y filosofía (1865-1868) en Maria-Laach. De vuelta a Feldkirch (1868-1873), enseñó idiomas extranjeros y fue prefecto. Debido al Kulturkampf, salió con sus compañeros al destierro de Ditton Hall para la teología (1873-1877) y, haciendo su tercera probación (1877-1878) en Portico, fue capellán de un asilo de pobres en Preston - una experiencia que le movió más tarde a publicar (1881) su primer libro, sobre la historia de la beneficencia pública y su reforma.
Sus evidentes talentos literarios y su erudición influyeron en su destino a la plantilla de la revista Stimmen aus Maria-Laach, temporalmente situada en Tervuren cerca de Bruselas. Poco después, elaboró un plan para escribir un estudio detallado sobre la historia de la escolástica. Por el resto de su vida, permaneció interesado y activo en el estudio del movimiento escolástico, pero de momento el proyecto fue interrumpido por su nuevo destino a Roma.
En 1880, León XIII abrió los Archivos Vaticanos, y Ehrle fue llamado a Roma para investigar sobre la correspondencia oficial de los nuncios papales en Alemania durante la guerra de los Treinta Años. La labor avanzó lentamente, por la falta de documentación en Roma, necesaria para complementar los manuscritos inéditos. Con el tiempo, Ehrle volvió a su plan original de estudiar la historia del escolasticismo.
Con el fin de sentar una base para su investigación, visitó (1881-1882) las principales bibliotecas de Europa y pudo localizar bastantes manuscritos, cuya existencia no se conocía por lo general. Desde 1883 empezó a incorporar sus hallazgos en un sólido campo de investigación con la publicación de monografías que tenían por tema el Escolasticismo Franciscano y la Escuela de Salamanca. En 1885 inició la Bibliotheca Theologiæ et Philosophiæ Scholasicæ Selecta (5 vols.), ayudado por los jesuitas Bonifatius Felchlin, Franz Beringer y Ausgustinus Bringmann. Ese mismo ano, Ehrle y Heinrich Denifle, OP, fundaron el Archiv für Litteratur- und Kirchengeschichte des Mittelalters. Con el tiempo la revista legó a siete volúmenes (los dos últimos preparados casi enteramente por Ehrle) hasta que los sobrecargados editores suspendieron la publicación en 1900.
Al comienzo de 1890, publicó Historia Bibliothecæ Romanorum Pontificum, una extensa historia de las bibliotecas papales en Roma y Aviñón. En septiembre, León XIII le nombró para el consejo de administración de la Biblioteca Apostólica Vaticana. Desde este puesto, emprendió importantes encargos en favor de la Biblioteca. Adquirió (1892) la colección Borghese de códices y reunió una impresionante cantidad de libros impresos sobre manuscritos de todo el mundo. Más tarde, como director, añadió la entera colección Barberini (1902) y ayudó a la adquisición de la colección Chigi (1923).
Tras la inesperada muerte de Isidoro Carini en enero de 1895, León XIII nombró a Ehrle viceprefecto de la Biblioteca Apostólica Vaticana y, en agosto, prefecto. Por casi veinte años, trabajó en reorganizar la amplia, pero en gran parte desordenada, colección Vaticana en un intento por transformarla en una «biblioteca funcional». Guiado por esta intención, se prepararon nuevos índices y catálogos, así como salas de consulta provistas de todas las ayudas necesarias. Para conservar la colección y extender su disponibilidad, estudió los métodos más modernos de la reproducción fotográfica, que usó para publicar numerosos volúmenes de códices vaticanos en fotóstato. Más aún, estudió los procedimientos de restauración y conservación de los documentos, hasta hacerse un experto en este campo.
En los primeros años del decenio de 1890, el Prepósito General de la Compañía de Jesús Luis Martín García inició el proyecto de escribir una historia de la Compañía de Jesús por asistencias. Al principio se pensaron como ayudas para la edificación de los jesuitas, pero Ehrle convenció al general de la necesidad de escribirlas de acuerdo a los métodos rigurosos de la investigación histórica. Entonces, el general le nombró jefe de una comisión, que debería perfilar el alcance, características y metodología del proyecto. De acuerdo con esto, Ehrle reunió a los escritores de las proyectadas historias en Roma y en una serie de conferencias les señaló las normas por las que habrían de guiarse. Más tarde, ya prefecto de la Biblioteca Apostólica Vaticana, pudo ofrecerles el acceso a materiales que de otra manera no habrían estado a su alcance. Por ello. Ehrle tuvo un papel importante en la producción de estas historias de la Compañía de Jesús, escritas por Antonio Astrain, Pietro Tacchi-Venturi, Bernhard Duhr, Henri Fouqueray, Thomas Hughes y otros.
En respuesta a sus ruegos insistentes, fue substituido en 1914 por Achille Ratti, el antiguo director dela Biblioteca Ambrosiana en Milán y futuro Pío XI, que en 1911 había sido nombrado, por recomendación de Ehrle, viceprefecto de la Biblioteca Apostólica Vaticana. Ehrle se trasladó al recién inaugurado Pontificio Instituto Bíblico, donde confiaba continuar su obra sobre el escolasticismo, pero la entrada de Italia en la Primera Guerra Mundial le obligó a dejar la ciudad a comienzos de 1915. Tras una breve estancia en Feldkirch, pasó a Múnich en la Pascua de 1916 para estar cerca de importantes bibliotecas. Desde el otoño de 1916 hasta 1918, fue director en funciones de Stimmen der Zeit, la revista ahora con nombre nuevo y trasladada a Múnich, en la que había trabajado treinta y siete años antes. En 1919, a petición de Benedicto XV, Ehrle estaba de nuevo en Roma, donde emprendió nuevos trabajos para el Vaticano, así como enseñó paleografía en el Bíblico e historia del escolasticismo en la Pontificia Universidad Gregoriana, donde asimismo influyó en la reforma de los programas de estudio.
El 11 de diciembre de 1922, Pío XI creyó oportuno premiar los servicios de su antiguo mentor, elevándolo al rango de cardenal diácono y asignándole la iglesia de San Cesareo in Palatio. El 4 de noviembre de 1924 Pío XI una vez más lo distingió con honores especiales en una función en el Museo Vaticano, estando presentes veinticuatro cardenales y la élite intelectual de Roma. Este acto se proyectó como un tributo internacional a Ehrle en los inicios de su octogésimo ano. En esta ocasión se le ofreció la Miscellanea Francesco Ehrle, una obra en cinco volúmenes con un Album introductorio, preparado por eruditos internacionales sobre temas que reflejaban los vastos intereses científicos de Ehrle, en especial en los campos de la paleografía y diplomática. Al morir el cardenal Francis Aidan Gasquet, fue nombrado (1929) bibliotecario y archivero de la Santa Sede, un cargo honorífico en gran parte, pero que le permitía acceso ilimitado a la Biblioteca y Archivo Apostólico Vaticano.
Ehrle gozó de una carrera excepcionalmente fructífera. Miembro de numerosas asociaciones de sabios  recibió doctorados honoris causa de ocho de las principales universidades de Europa, entre ellas, Oxford, Cambridge, Lovaina y Múnich. Una lista de sus publicaciones, aparecida en 1925, senala 117 títulos. Durante su último decenio de vida, continuó trabajando, aunque impedido por falta de salud y visión débil. Al tiempo de su muerte preparaba una historia del Palacio Apostólico, aún por terminar.

## Obras
- Beiträge zur Geschichte und Reform der Armenpflege (Friburgo de Brisgovia, 1881).
- Bibliotheca theologiæ et philosophiæ scholasticæ, 5 v. (París, 1885-1894).
- Historia Bibliothecæ Romanorum Pontificum, tum Bonifatianæ, tum Avenionensis (Roma, 1890).
- Zur Enzyklika «Aeterni Patris». Text und Kommentar, ed. F. Pelster (Roma, 1954).
- Gesammelte Aufsitze zur englischen Scholastik, ed. F. Pelster (Roma, 1970).